# Торомба
Торо́мба (Mulleripicus) — рід дятлоподібних птахів родини дятлових (Picidae). Представники цього роду мешкають в Південній і Південно-Східній Азії.

## Види
Виділяють чотири види:
- Торомба сулавеська (Mulleripicus fulvus)
- Торомба філіпінська (Mulleripicus funebris)
- Mulleripicus fuliginosus[8][9][10]
- Торомба велика (Mulleripicus pulverulentus)

## Етимологія
Рід отримав назву Mulleripicus на честь німецького натураліста Саломона Мюллера.